# Спортска дворана Славија
Спортска дворана Славија је вишенамјенска спортска дворана у општини Источно Ново Сарајево, град Источно Сарајево, РС, БиХ. Поред спортских догађаја у дворани се одржавају и музички концерти, сајмови и друге културне манифестације. Тренутно је домаћи терен за дворанске клубове Спортског друштва Славија као и за многе друге спортске клубове из Источног Новог Сарајева. Клубови Спортског друштва Славија који користе Дворану Славија:
- ОКК Славија 1996,
- КМФ Славија,
- ЖОК Славија,
- РК Славија

## Историјат
Изградња дворане покренута је 2002. године на иницијативу кошаркашког и одбојкашког клуба, а изградњу су помогли Скупштина града Источног Сарајева и грађевинска фирма ДОО “Марвел“. Дворана Славија је изграђена за потребе одигравања утакмица спортских клубова, Спортског Друштва Славија, окоснице спорта у источној Републици Српској . Спортска дворана Славија се налази у источносарајевском градском насељу Лукавица и представља прву спортску дворану изграђену у граду Источно Сарајево. Налази се улици Карађорђева.